# 76 (tal)
76 (sjuttiosex) är det naturliga talet som följer 75 och som följs av 77.
- Hexadecimala talsystemet: 4C
- Binärt: 1001100
- Delbarhet: 1, 2, 4, 19, 38 och 76
- har primfaktoriseringen 22 · 19
- Summan av delarna: 140
- det tionde lucastalet

## Inom matematiken
- 76 är ett jämnt tal.
- 76 är det tionde Lucastalet
- 76 är ett extraordinärt tal
- 76 är ett tetradekagontal
- 76 är ett centrerat pentagontal

## Inom vetenskapen
- Osmium, atomnummer 76
- 76 Freia, en asteroid
- M76, planetarisk nebulosa i Perseus, Messiers katalog